# 郭百年事件
郭百年事件，是指發生於清嘉慶19年（1814年）到嘉慶20年（1815年）水沙連地區漢人對埔里社原住民的大規模屠殺事件。

## 緣起
在清嘉慶年間，由於漢人大量移入臺灣，且各地大量興築水圳，沿岸平原土地不久即開發殆盡，較晚前來的移民只能深入山邊盆地或丘陵地開墾，當時竹山社寮地區也面臨無地可墾的狀況。其中社寮大墾戶張天球因此積極向外尋求拓展，向官府申請開墾中寮鄉的八杞仙地區(現今中寮鄉八仙村一帶)，但仍感土地不足。此時，同是住在當地的水沙連隘丁首黃林旺前來告知水沙連地區水裏社和埔裏社一帶仍有許多尚未開墾的肥沃土地。

## 經過

### 申請執照
嘉慶19年（西元1814年），黃林旺與彰化縣居民（分別位於今天嘉義、彰化地區）的陳大用與郭百年聯合臺灣知府衙門門丁黃里仁等人，假藉已去世原住民通事土目之名，前往臺灣府衙門申請墾照，並謊稱部落因為積欠當地屯番薪資和糧餉，使得大家沒有食物可以過活，頭目因此願將世代相傳之水裏社與埔裏社土地承租給漢人開墾，收取租金以支付屯番薪資。知府隨後便將二社土地公告由漢人承租開墾。公告貼出後，陳大用馬上出面承租開墾，並先代為還清部落積欠的薪資糧餉，表示若開墾成功，願替二社永久繳納租稅，且若有剩餘稻穀亦將作為部落居民糧食。隨後，陳大用又向知府陳情，若開墾成功的土地很肥沃，將報請官府將開墾完的土地收歸管理，以藉此充實稅收。

### 開墾沈鹿社和水裏社
嘉慶20年（1815年）臺灣府知府允許並命令管轄機關彰化知縣發給墾照，准予開墾水沙連的水裏社和埔裏社。陳大用得到開墾執照後，將之轉交郭百年。郭百年於是招募一千多個壯丁和農人入山開墾；首先在水沙連土牛紅線外社仔(今南投縣水里鄉車埕、明潭、新興村等村)地區私自開墾原住民土地三百多甲，再由社仔跨越（內山）界限進入水裏社（今魚池鄉水社村、日月潭地區）開墾土地四百多甲，而後深入沈鹿社（今魚池鄉新城村、中明村），用泥土修築圍牆，再開墾土地五百多甲；當地居民自知勢力不足，只好任其開墾。

### 前進埔裏社
開墾完沈鹿社和水裏社之後，郭百年計畫前進埔裏社（今埔里鎮一帶）開墾；於是他先偽裝成政府高級官員，並率領體格強壯的佃人進入埔裏社，隨後築一土城為指揮所，再把用黃色布料縫成的旗幟插在土城上面，便開始開墾土地。當時住在埔里盆地的埔裏社人數眾多，是水沙連地區勢力最強大的部落；他們堅守領土堅持不讓對方開墾。雙方在今茄苳腳覆鼎金一帶對峙一個多月，漢人眼見無法透過武力取勝，便派人到埔裏社要求談和，並藉故欺騙部落居民獻出鹿茸作為撤退之條件。當地居民信以為真，於是集合壯丁到山中打獵。隨後，郭百年等人便趁部落壯丁離開，闖進部落恣意焚燒殺戮，老弱婦孺無一倖免。漢人因此獲得已串上鼻環的馴牛數百頭和尚未串上鼻環的野牛數百頭、稻穀數百石、還有許多居民的生活器物。並因聽說部落族人會以器物陪葬，便把部落裡一百多座墳墓全部開挖；每個墳墓大都有一刀一槍，總共得到兩百多把刀鎗，使得殘存居民更無武器用以抵抗。又因已獲埔裏社的土地，圍築十三座土造城堡和一座木柵碉堡，招來更多的漢人開墾，打算永久居住。埔裏社的壯丁打獵歸來後眼見無力挽回，攜帶殘餘老弱婦孺依附泰雅族的眉社，遷至眉溪旁赤崁臺地居住。need reference

### 臺灣總兵和道臺派人調查
在郭百年等眾人剛入埔裏社與部落居民對峙時，臺南府城的的總兵和臺灣道員就已聽聞消息，並派人前去查證。但查證之人亦已被郭百年等人收買，因此都回報表示只是當地居民和深山裡的原住民互相攻擊，而因部落居民不擅耕種，以致糧食短缺，所以招募漢人前來替其耕田，並以米糧作為交換，由於部落人丁稀少，無法獨自抗敵，因此依靠漢人協助，所以被殺害者都是山裡來的原住民。總兵和道臺信以為真，不再追究。

### 臺灣總兵武隆阿、彰化知縣吳性誠與道臺的討論
直到1816年（嘉慶二十一年）冬武隆阿北巡時調查此事，才知詳細情況，並決定嚴格追究，命令彰化知縣吳性誠承辦處理。於是吳性誠便通知在埔裏社開墾的眾人，請他們自動離開，而以郭百年為首的墾戶們卻仗恃著擁有臺灣知府的批准，不願遵命離開。知府方面也有人幫郭百年辯解表示埔裏社中開墾者眾多，開墾花費龐大，而且田園皆已墾成，若把這些墾佃趕出，恐會引發抗爭而發生民變。隨後，吳性誠上奏總兵和道台：「埔裏社的地理位置已近內山沒有歸化的原住民聚落，路徑非常複雜，到處都是森林，一旦批准開墾，漢人將會大量湧進，人群聚集越多，恐怕一些不肖份子也會趁機混入，如果這些人發動叛變，山區到處可供躲藏，要將之消滅將非常困難；而且現在漢人在埔裏社開墾的土地是原住民打獵的獵場，就算是開墾後明確定立界限，有些貪心的墾戶，日子一久勢必會越界盜墾，而原住民雖不太聰明，但卻非常兇悍，假如他們被逼到沒有地方可以棲身，一定會鋌而走險，發生無法抑止的衝突，不如乘著漢人墾佃尚未深入埔裏社番地，將他們全數驅逐出境，才可以消除上述的災難。」

### 官府的處理
總兵和道臺於是命令鹿港同知張儀盛、彰化知縣吳性誠、呂志恒到沈鹿社拆毀漢人佃農所圍築的土牆，並將水裏社、埔裏社的漢人墾戶全數驅離水沙連原住民的生活範圍，但是，漢人一開始還是不願撤離，於是鎮道命令臺灣府知府撤還郭百年等人的開墾申請。嘉慶二十二年（1817年）六月，總兵傳喚郭百年等與事件相關者到郡城一起接受訊問；並將郭百年逮捕，戴上枷鎖，施以杖打；其他人被釋放。此外，官府也同時在水沙連南北兩路的入口豎立禁碑，分別為烏溪龜溝的「原作生番厲，不造漢民巢」及集集的「嚴禁不容奸入，再入者斬」，禁止漢人再度進入水沙連地區。後來，水裏社、埔裏社的原住民才開始能回到自己原本的部落，但是埔裏社從此衰敗。

## 影響
水沙連二十四社原住民的勢力從此大幅衰落；社仔社因形勢所迫併入頭社，而貓蘭社亦併入水裏社；至於埔里社族人經浩劫死傷慘重，勢力衰退，再也無力抗拒埔里盆地北面泰雅族的攻擊，於是透過日月潭水社邵族居中協調，招請西部平原的平埔族群進入埔里開墾以同居共守，造成西部各平埔族聚落的集體大規模遷徙，但亦使原有部落逐漸消失。